# Tom Tancredo

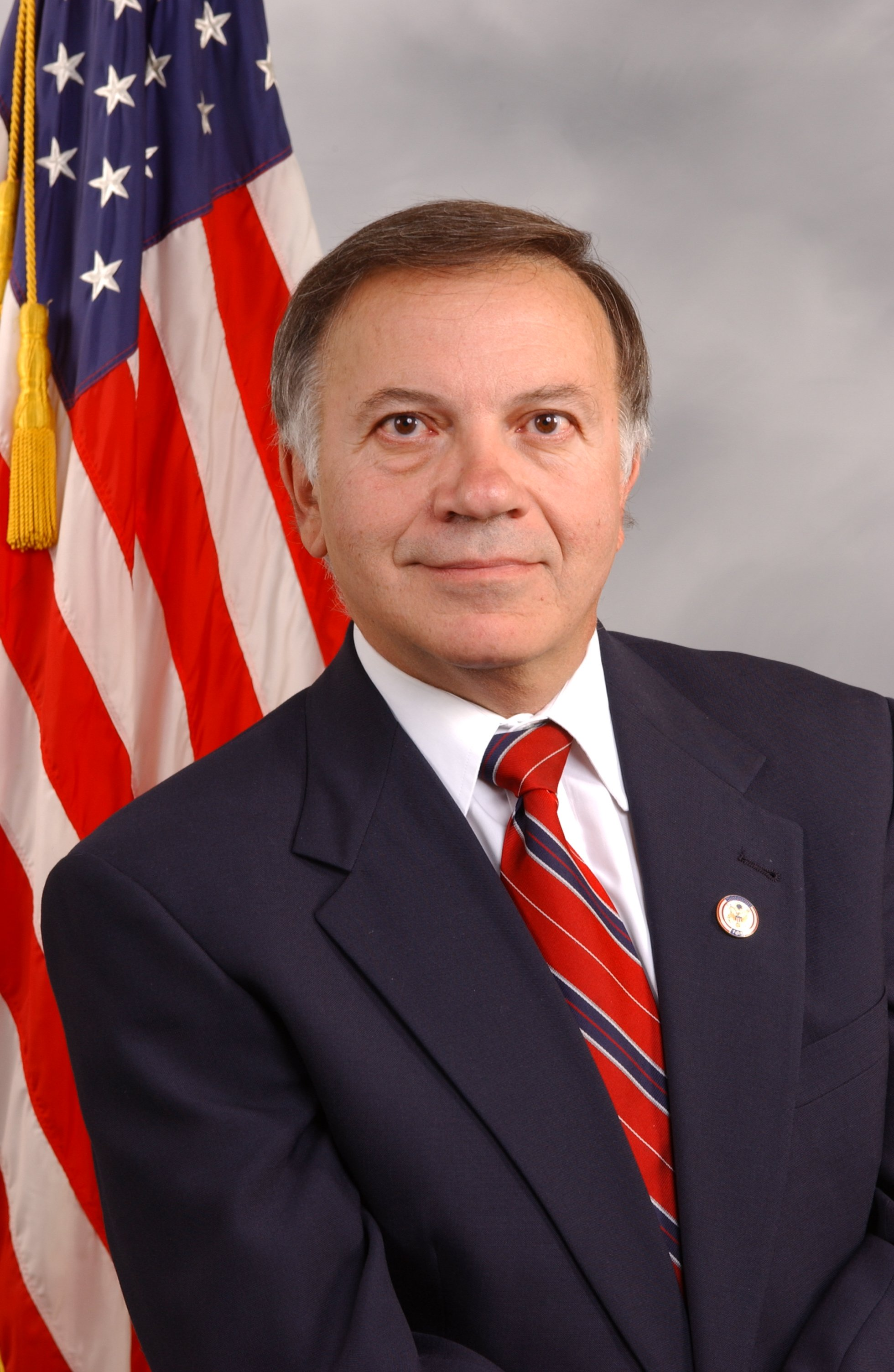
Tom Tancredo

Thomas Gerard Tancredo, född 20 december 1945 i Denver, Colorado, USA, är en amerikansk republikansk politiker. Han var ledamot av USA:s representanthus 1999-2009. Han tillkännagav 2 april 2007 sin kandidatur i presidentvalet i USA 2008. Han lyckades inte få särskilt stort stöd. Han drog kandidaturen tillbaka redan 20 december 2007 och stödde Mitt Romney i republikanernas primärval.
Tancredo studerade vid University of Northern Colorado. På 1970-talet var han en pionjär i rörelsen mot tvåspråkig utbildning. Han valdes 1998 till USA:s representanthus och avgick efter fem mandatperioder som kongressledamot, då han be bestämde sig för att inte kandidera till omval. Efter den kortvariga presidentkampanjen ställde han upp i Colorados guvernörsval 2010 som representant för det paleokonservativa Constitution Party och slutade på andraplats efter demokraternas kandidat. Tancredo övervägde ställa upp i senatsvalet 2008 för delstaten men valde till slut att avstå.
Tancredo har tidigare varit katolik men har konverterat till presbyterianismen och hör numera till den konservativa presbyterianska kyrkan Evangelical Presbyterian Church (EPC).